# Teretrius immarginatus
Teretrius immarginatus är en skalbaggsart som först beskrevs av Lewis 1888.  Teretrius immarginatus ingår i släktet Teretrius och familjen stumpbaggar. Inga underarter finns listade i Catalogue of Life.